# ゼンディー・ローズ・テネレフェ
ゼンディー・ローズ・テネレフェ（Zendee Rose Tenerefe、出生名：ゼンディー・ローズ・ジャピタナ・テネレフェ、Zendee Rose Japitana Tenerefe、1991年6月21日 - ）は、ホイットニー・ヒューストンの「オールウェイズ・ラヴ・ユー (I Will Always Love You)」をカラオケで歌う映像がYouTubeに公開されたことをきっかけに有名になった、フィリピン人の女性歌手。YouTubeでは、「SMメガモールの偶然の女の子 (random girl of SM Megamall)」として知られ、フォローを多数得たことから、ワーナー・ミュージック・フィリピンと契約するに至った。見出される前の彼女は、既にフィリピンで多数の歌唱コンテストに参加していた。

## 私生活
テネレフェは、ジェネラル・サントスで生まれ育ったが、幼い頃に両親が離婚し、クラブ歌手として働く母に育てられが、生活は貧しかった。子供の頃から、地元の歌唱コンテストなどに出場して、賞金を得ていた。後にマニラに移ってABS-CBNのタレント発掘番組『The X Factor Philippines』のオーディションを受けた。この『The X Factor』のローカル版への出演は叶わなかったが、それでも彼女は歌い続ける努力をした。

## 発見とバイラル動画
2012年7月28日、「Random Girl（偶然の女の子）」と題された動画が、YouTubeに公開された。この動画は、テネレフェがフィリピンのSMメガモールでカラオケを歌っているところを捉えたものだった。彼女の歌唱は、世界中の視聴者の関心を引き、この動画はたちまちバイラル動画となった。オリジナルの動画は、3か月で200万回以上再生された。この時、彼女は、諸々の偶然が重なってモールの公共空間に置かれていたカラオケを歌ったとされる。しかし、後に彼女は、人々の関心を引きたくて、公の場で歌ったと認めている。
同じ時に彼女が歌った姿を捉えた、YouTubeで公開されたもう一つの動画で、彼女はミュージカル『ドリームガールズ (Dreamgirls)』の曲「And I Am Telling You I'm Not Going」を歌っている。

## 音楽のキャリア
テネレフェが「偶然の女の子」の正体だとわかると、彼女はいくつものテレビ番組に招かれて出演した。彼女にとって、最も「グローバル」なメディアへの露出は、エレン・デジェネレス自身の招きによる『エレンの部屋 (The Ellen DeGeneres Show)』への出演であった。彼女は、歌手ジェイソン・ムラーズにも会い、ムラーズのコンサートの一つで、前座を務めた。
レコード・デビュー後は、フィリピン国内のみならず、シンガポール、香港、オーストラリアなどで公演を行い、日本のテレビ番組『奇跡体験!アンビリバボー』や『関ジャニの仕分け∞』にも出演した。

## アルバム
2013年、ゼンディーはデビュー・アルバム『I Believe』を出した。アルバムには10曲が収録されており、さらに彼女の歌「Runaway」のアコースティック・バージョンも収められている。このアルバムは、フィリピンのアルバム・チャートで2位まで上昇した。
このアルバムは、彼女の自作曲をフィーチャーしながら、ポップの影響を受けたカバーも取り上げている。彼女によれは、「音楽産業の中で、自分の足跡を残すためには、オリジナル曲を持つことが大切」なのだという。彼女の最初のシングルは「Runaway」であった。2015年には、アルバム『Z』に収録された彼女のテーマ曲である「Habang Kayakap Ka」が、韓国の連続テレビドラマ『天国の階段』のフィリピンにおける再放送に際して、フィリピン独自のサウンドトラックとして採用された。